# Thamsanqa Mkhize
Thamsanqa Innocent Mkhize (Durban, 18 agosto 1988) è un calciatore sudafricano, difensore del Cape Town City.

## Palmarès

### Club

#### Competizioni nazionali
- Nedbank Cup: 2

Golden Arrows: 2010
Cape Town City: 2018
- Coppa di Lega sudafricana: 1

Cape Town City: 2016